# Eveline Bhend
Eveline Bhend (ur. 6 kwietnia 1981 w Unterseen) – szwajcarska narciarka dowolna, specjalizująca się w slopestyle'u. W 2014 roku wystartowała na igrzyskach olimpijskich w Soczi, gdzie była dziewiąta. Nie startowała na mistrzostwach świata. Najlepsze wyniki w Pucharze Świata osiągnęła w sezonie 2011/2012, kiedy to zajęła 57. miejsce w klasyfikacji generalnej, a w klasyfikacji slopestyle'u zajęła ex aequo z Devin Logan trzecie miejsce.

## Osiągnięcia

### Igrzyska olimpijskie
| Miejsce | Dzień     | Rok  | Miejscowość | Konkurencja | Zwyciężczyni |
| ------- | --------- | ---- | ----------- | ----------- | ------------ |
| 9.      | 11 lutego | 2014 | Soczi       | Slopestyle  | Dara Howell  |

### Puchar Świata

#### Miejsca w klasyfikacji generalnej
- sezon 2011/2012: 57.
- sezon 2012/2013: 62.
- sezon 2013/2014: 63.

#### Miejsca na podium w zawodach
1. Jyväskylä – 25 lutego 2012 (slopestyle) – 2. miejsce
2. Ushuaia – 7 września 2012 (slopestyle) – 2. miejsce